# 琴布拉-利西尼亚戈
琴布拉-利西尼亚戈（義大利語：Cembra Lisignago），是意大利特伦蒂诺-上阿迪杰大区特倫托自治省的市镇。市镇面积为24.11平方公里，2017年人口数量为2,350人。
该市镇是在2016年1月1日由琴布拉和利西尼亚戈两市镇合并而成的。

## 友好城市
- 法國 布拉萨克莱米讷